# Blues Pills
I Blues Pills sono un gruppo musicale blues rock svedese, formatosi nel 2011 a Örebro. Il gruppo è composto dalla cantante svedese Elin Larsson, dal chitarrista francese Dorian Sorriaux, dal bassista statunitense Zack Anderson e dal batterista svedese André Kvarnström, che dal 2014, poco dopo l'uscita del primo album del gruppo, sostituisce l'ex componente Cory Berry.

## Storia del gruppo

### Fondazione e prime pubblicazioni (2011-2012)

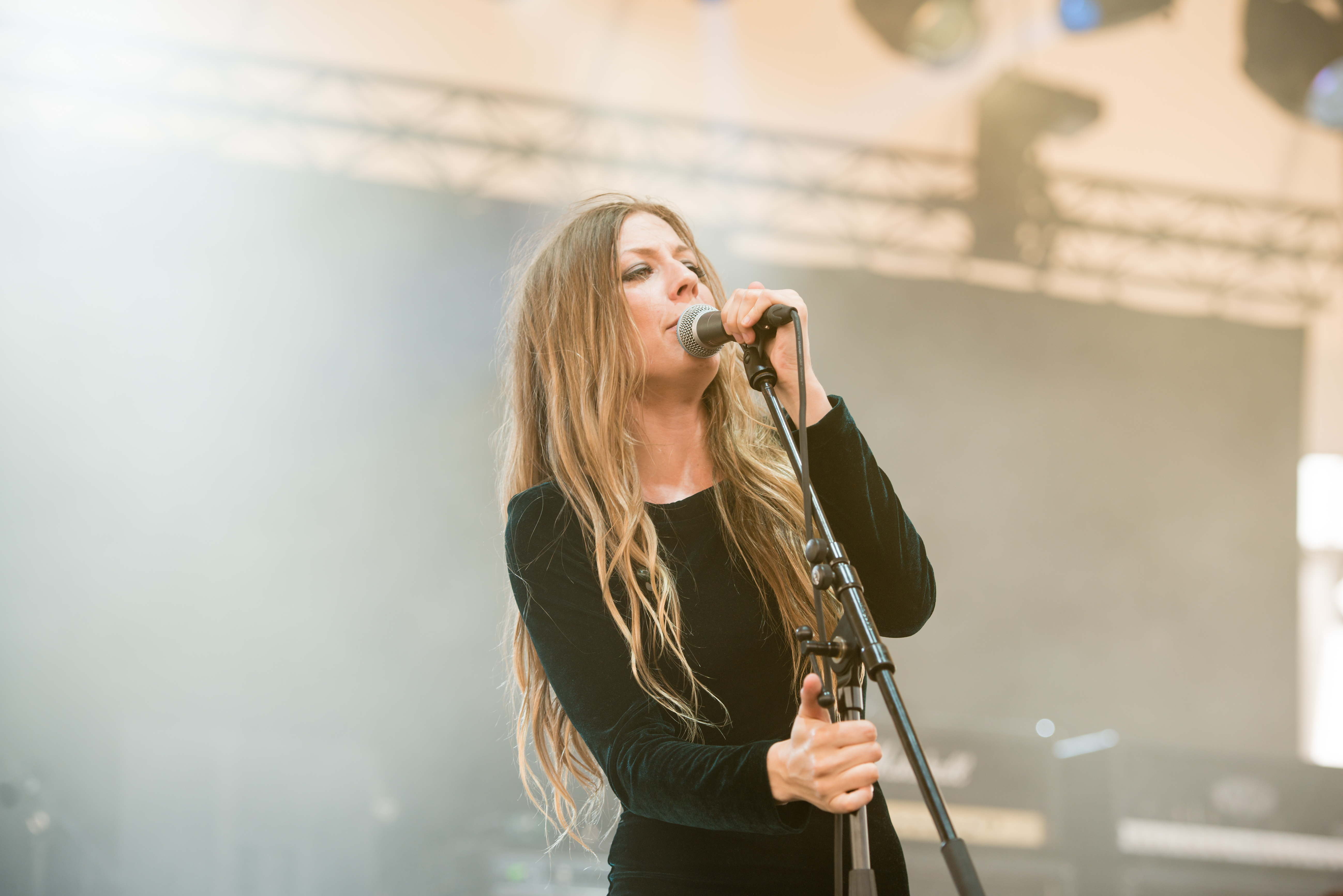
Elin Larsson

Le basi per la fondazione del gruppo vengono gettate nel 2011, quando i fratellastri Zack Anderson (bassista) e Cory Berry (batterista), ex componenti del gruppo rock americano Radio Moscow, incontrarono la giovane cantante Elin Larsson, che alloggiava in California.Insieme, registrarono all'interno del garage del padre di Anderson due tracce demo, pubblicandole successivamente su YouTube, riuscendo in un secondo momento ad ottenere un contratto con la Crusher Records.
Durante una tournée che vide il gruppo impegnato tra Spagna e Francia, Zack Anderson e Cory Berry incontrarono il giovane -allora sedicenne- chitarrista Dorian Sorriaux, il gruppo rimase positivamente colpito dal giovane artista, decidendo così di invitarlo a Örebro, in Svezia, per unirsi a loro, andando così a completare il gruppo.
Nel maggio 2012, con l'etichetta Crusher Records, il gruppo pubblica l'EP di debutto, intitolato Bliss, seguito nel mese di luglio dello stesso anno dal primo singolo, Black Smoke.

### Devil Man e Live at Rockpalast (2013–2014)

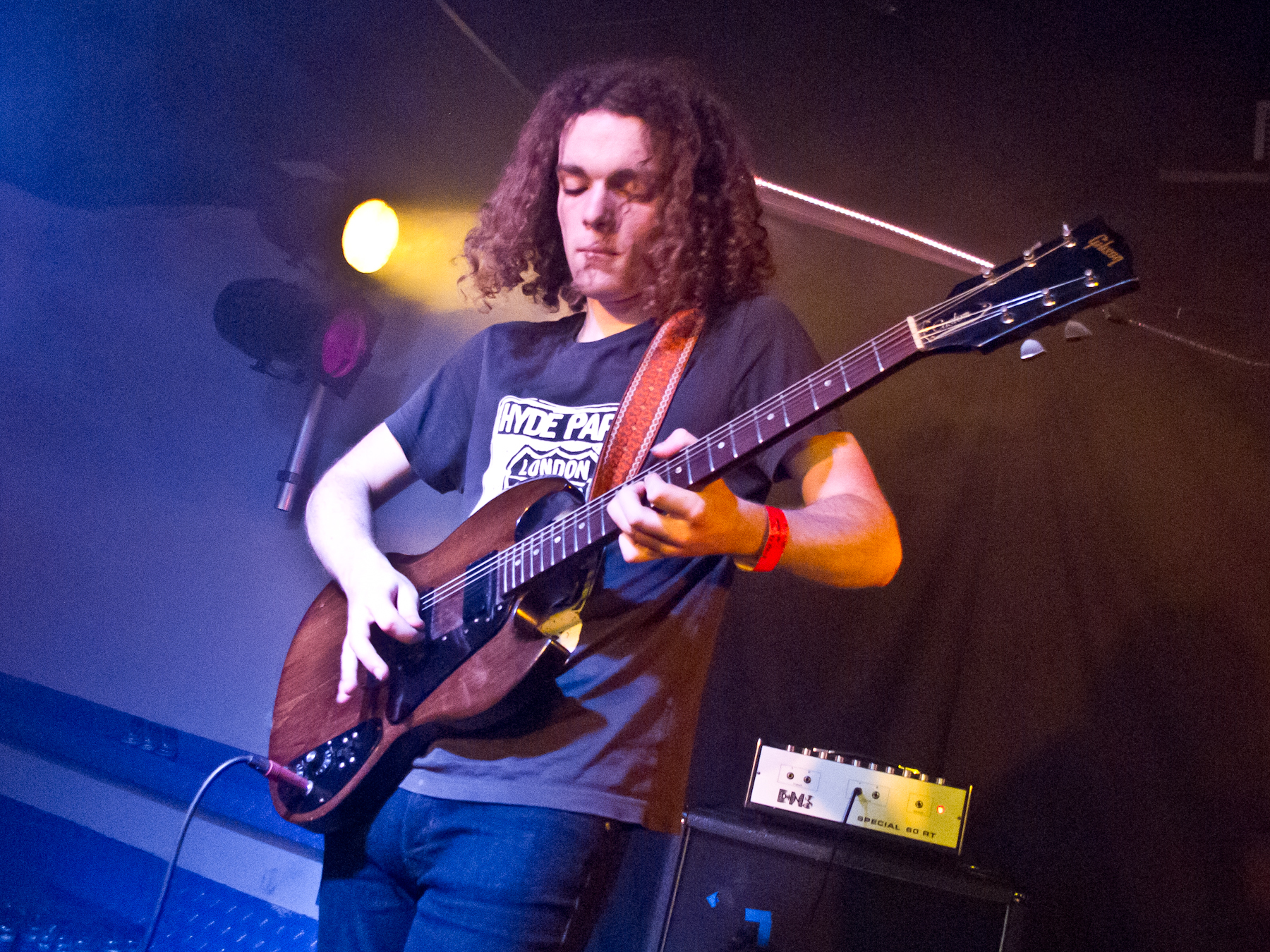
Dorian Sorriaux

Nel 2013 il gruppo prende parte a numerosi concerti, presenziando al Desertfest di Berlino e al Roadburn Festival nel mese di aprile, al Void Fest di Bad Kötzting e al Yellowstock Festival di Geel nel mese di agosto, al Crossroads Festival di Bonn nel mese di ottobre e al Cherry Rock Festival nel mese di novembre.
Il gruppo, in cerca di una nuova etichetta discografica, spedisce, senza grandi aspettative, una e-mail all'etichetta Nuclear Blast, ricevendo risposta positiva durante uno dei concerti che il gruppo stava intraprendendo in Germania. Il gruppo firma così un contratto con l'etichetta tedesca nel mese di luglio.
Nel mese di ottobre del 2013 viene pubblicato il secondo EP del gruppo, Devil Man, prodotto da Don Alsterberg, ricevendo numerose recensioni positive da parte della stampa specializzata. La rivista tedesca Rock Harde e la britannica Metal Hammer scelsero il brano come demo del mese. 
La loro apparizione al Crossroads Festival del 18 ottobre 2013 viene registrata e pubblicata nel marzo del 2014 con il titolo Live at Rockpalast.
Al Crossroads Festival segue un tour europeo che li vede come gruppo di spalla per gruppi come gli Orchid e gli Scorpion Child, per cimentarsi successivamente in un tour oltreoceano in Australia, con il gruppo rock tedesco dei Kadavar. Il 28 marzo 2014 il gruppo pubblica l'EP live di Live at Rockpalast con quattro brani del concerto di Bonn del mese di ottobre del 2013.

### Blues Pills e Blues Pills live (2014-2015)

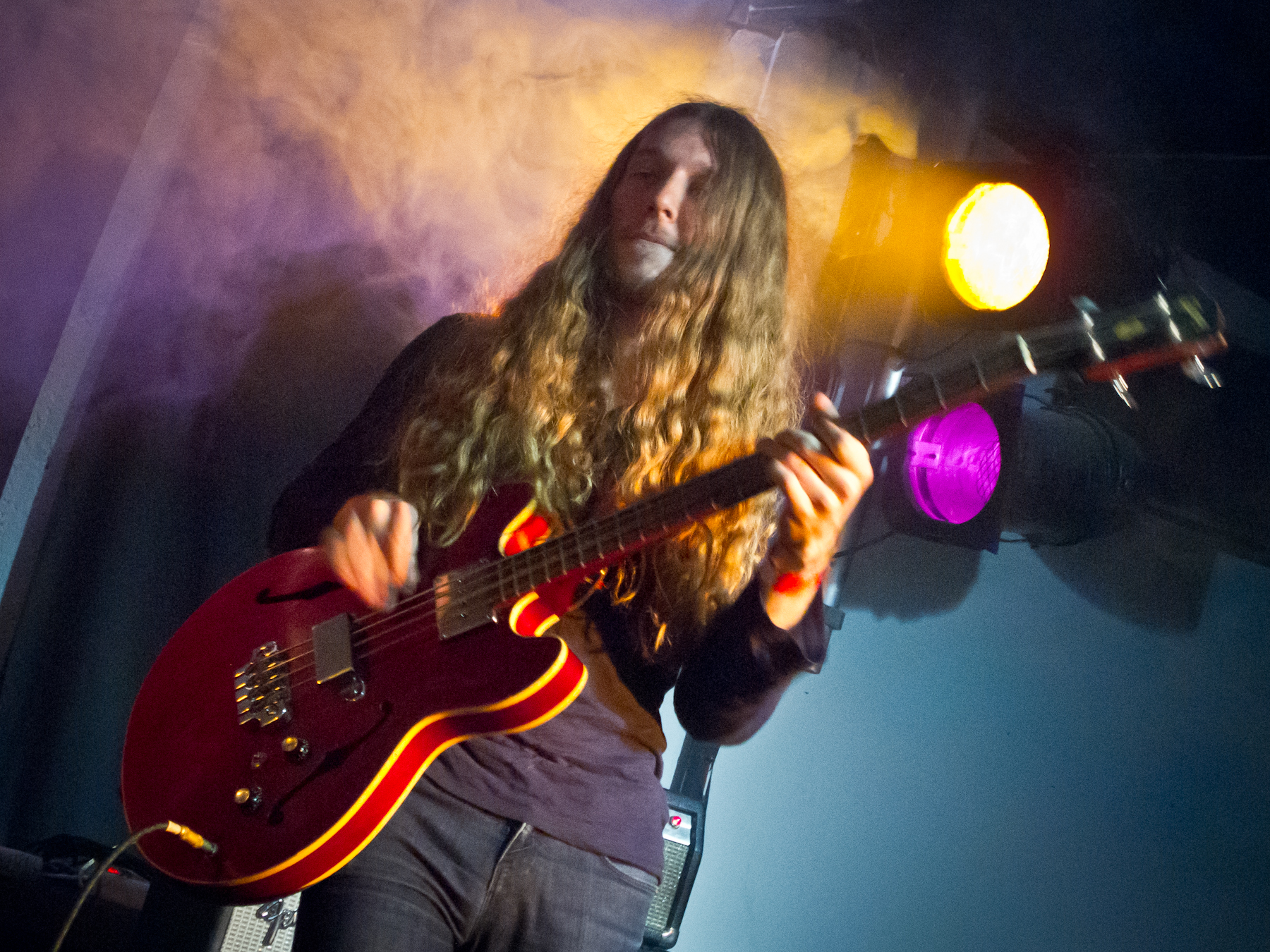
Zack Anderson

Insieme al produttore Don Alsterberg, il gruppo registra il loro primo album, Blues Pills, che viene pubblicato il 25 luglio 2014. L'album contiene la cover di un famoso brano di Chubby Checker, Gipsy, inoltre, l'album include un DVD bonus con l'apparizione del gruppo al Hammer of Doom Festival del 2013. Poco dopo la pubblicazione del loro primo album, il batterista del gruppo, Cory Berry abbandona il gruppo, venendo sostituito da André Kvarnström. L'album riesce a riscuotere un buon successo in Europa, piazzandosi al quarto posto in Germania, al decimo posto in Svizzera e riuscendo ad entrare nella top 100 nel Regno Unito.
La copertina dell'album riprende un'opera degli anni sessanta dell'artista Marijke Koger-Dunham, artista che negli anni sessanta aveva collaborato con i Beatles, dipingendo alcune chitarre e realizzando la copertina di Fireplace di George Harrison.
Durante l'estate del 2014 il gruppo prende parte allo Sweden Rock Festival e al Rock Hard Festival di Gelsenkirchen nel mese di giugno, per poi esibirsi al famoso Montreux Jazz Festival nel mese di luglio.
Durante il 2014 il gruppo si esibisce al Summer Breeze e al Rock Hard Festival per poi completare il tour europeo con i The Vintage Caravan. 
Durante la primavera 2015 i quattro componenti del gruppo danno il via ad un altro tour europeo insieme ai Truckfighters e Jex Thoth, partecipando successivamente al Rock am Ring e al Rock im Park.
Durante il Freak Valley Festival 2014 il gruppo registra la versione live del loro primo album, intitolandolo Blues Pills - Live e pubblicandolo il 20 marzo 2015.

## Stile musicale
Elin Larsson, cantante del gruppo, ha citato come maggiori influenze della band gruppi come i Free, i Grand Funk Railroad, i November (gruppo rock svedese degli anni sessanta e settanta), Rory Gallagher e i Fleetwood Mac, in special modo il loro album, Then Play On, del 1969, descrivendo lo stile del gruppo come blues hard rock con voce soul.
La voce di Elin Larsson è stata spesso paragonata a quelle di Janis Joplin e Aretha Franklin, mentre il suono del basso e della chitarra richiamano spesso le sonorità dei Ten Years After.
A differenza di altri gruppi blues rock contemporanei, che impiegano testi dall'impronta occulta, il gruppo ha sempre prediletto testi improntati su sentimenti ed esperienze personali.

## Formazione

### Formazione attuale
- Elin Larsson - voce (2011-presente)
- Dorian Sorriaux - chitarra solista (2011-presente)
- Zack Anderson - basso (2011-presente)
- André Kvarnström - batteria (2014-presente)

### Ex componenti
- Cory Berry - batteria (2011-2014)

## Discografia
Album in studio
- 2014 - Blues Pills
- 2016 - Lady in Gold
- 2020 - Holy Moly!
- 2024 - Birthday

EP
- 2012 - Bliss
- 2013 - Devil Man
- 2014 - Live at Rockpalast

Live
- 2015 - Blues Pills - Live
- 2017 - Lady In Gold - Live in Paris

Singoli
- 2012 - Black Smoke
- 2014 - High Class Woman